# Engelbert
Engelbert – imię męskie pochodzenia germańskiego. Wywodzi się od nazwy jednego z plemion germańskich Angil (Anglowie) połączonego słowem beraht oznaczającym "jasny".
Engelbert imieniny obchodzi 10 lipca i 7 listopada.
Osoby noszące to imię:
- Engelbert I (ur. przed 1140, zm. latem 1189), hrabia Bergu
- Engelbert I z Kolonii (1185–1225) – biskup, męczennik i święty katolicki (wspomnienie 7 listopada)[1]
- Engelbert I (ok. 1225 – 1277) – hrabia Mark
- Engelbert II (ok. 1275 – 1328) – hrabia Mark
- Engelbert III (ok. 1333 – 1391) – hrabia Mark
- Engelbert Humperdinck – kompozytor niemiecki (1854–1921); także pseudonim brytyjskiego piosenkarza (ur. 1936)
- Engelbert Jarek – polski piłkarz, napastnik Odry Opole, reprezentant Polski
- Engelbert Kolland (1827–1860) – święty katolicki, franciszkanin (wspomnienie 10 lipca)[2]
- Engelbertus Sterckx (1792–1867) – belgijski duchowny katolicki.